# 比叡山ドライブウェイ
比叡山ドライブウェイ（ひえいざんドライブウェイ）は、滋賀県大津市の比叡山にある一般自動車道事業による有料道路である。京阪ホールディングス（京阪）の子会社である比叡山自動車道株式会社が運営している。
本項では、当道と接続している奥比叡ドライブウェイ（おくひえいドライブウェイ）に関しても取り上げる。

## 概要
滋賀県と京都府に跨がる比叡山の山腹を南側から上り、大津市の田ノ谷峠から延暦寺東塔（根本中堂）および比叡山頂までを結ぶ約8.1 kmの私道の有料道路である。途中の「夢見が丘」で大津市街を始めとする琵琶湖の南湖周辺が一望できる。また、沿線には同じ京阪グループのホテル「ロテル・ド・比叡」がある。
奥比叡ドライブウェイは、比叡山ドライブウェイの終点である根本中堂から、延暦寺西塔（釈迦堂）や横川中堂を経由して大津市仰木までを結ぶ約11.8 kmの有料道路である。途中に「比叡山峰道レストラン」がある。
なお、大津市方面からは江若交通と京阪バスが、京都市方面からは京阪バスと京都バスが「比叡山ドライブバス・比叡山内シャトルバス」という路線バスをそれぞれ運行しているほか、両ドライブウェイ内を運行するシャトルバス（比叡山内シャトルバス）が運行されており、「比叡山内1日フリー乗車券」も発売されている。

### 路線データ
比叡山ドライブウェイ
- 区間
  - 田の谷峠料金所 - （夢見が丘） - （ロテル・ド・比叡） - ホテル前検札所 - （比叡山頂への交叉点） - 延暦寺東塔
  - （比叡山頂への交叉点） - 比叡山頂
- 距離 - 約8.1 km
- 開業年月日 - 1958年（昭和33年）4月18日
- 運営者 - 比叡山自動車道株式会社

奥比叡ドライブウェイ
- 区間
  - 延暦寺東塔 - （延暦寺西塔） - 西谷検札所 - （延暦寺西塔） - （比叡山峰道レストラン） - （延暦寺横川中堂） - 仰木料金所
- 距離 - 11.82 km
- 制限速度 - 40 km/h
- 開業年月日 - 1966年（昭和41年）5月1日
- 運営者 - 奥比叡参詣自動車道株式会社

## 沿革
- 1953年（昭和28年）：京阪が中心となった比叡山開発の第一歩として、比叡山に有料道路の建設が計画される。
- 1958年（昭和33年）
  - 3月19日：運営会社として、株式会社比叡山自動車道を設立する。
  - 4月19日：比叡山ドライブウェイが開通する。
- 1959年（昭和34年）8月1日：比叡山国際観光ホテルが、ドライブウェイ沿線に開業する。
- 1960年（昭和35年）7月24日：観光バスが崖下に転落、28名死亡・重傷者16名の大事故が発生（後述）[6]。
- 1964年（昭和39年）
  - 7月1日：比叡山国際観光ホテルに、和風別館「叡山閣」が開業する。
  - 9月28日：運営会社が、琵琶湖大橋の料金徴収業務を受託する。
- 1966年（昭和41年）5月1日：奥比叡ドライブウェイが開通する。
- 1986年（昭和61年）4月23日：子会社の、比叡山ドライブウェイサービスを設立する。
- 1999年（平成11年）5月1日：ロテル・ド・比叡が、比叡山国際観光ホテル跡地に開業する。
- 2001年（平成13年）4月25日： ガーデンミュージアム比叡が、比叡山頂遊園地跡地に開業する。
- 2002年（平成14年）8月1日：（旧）ガーデンミュージアム比叡を吸収合併する。同施設の運営は、同年7月1日に設立した（新）ガーデンミュージアム比叡に委託する。
- 2003年（平成15年）3月31日：子会社の、比叡山ドライブウェイサービスが解散する。
- 2005年（平成17年）
  - 1月 - 3月：固定資産の売却損・借入金の返済などの欠損金の解消のため株式の増減資を行う。
  - 3月31日：ガーデンミュージアム比叡の資産を京阪に売却し、翌日より同資産を賃貸する。
- 2011年（平成23年）4月17日：ガーデンミュージアム比叡に足湯「Floral」（フロレアル）が開業する。
- 2021年（令和3年）4月1日：山頂駐車場と東塔横バス停駐車場の2箇所に超小型EVカーシェア（トヨタ・C+pod）を設置。比叡山ドライブウェイと奥比叡ドライブウェイ内限定で滋賀トヨペットが運営する[7][8]。

### 比叡山ドライブウェイ開通まで
京都市において、叡山自動車道路建設準備委員会が設立され、1938年（昭和13年）に第1回目の調査を行い、それ以降はドライブウェイの建設が懸案となっていた。京都市の計画では会社を設立して民営のものとして開設を考えていた。
一方で、大津市長の上原茂次は就任当時から比叡山に観光用の道路を建設する構想を持ち、昭和29年9月議会ではじめてドライブウェイの問題について公言した。はじめは山中越から尾根を伝って坂本ケーブルに至るもので実際の路線よりも大津市側に寄せた計画が考えられていた。この案より上原は叡山登山自動車道路建設懇談会を設立し、はじめはドライブウェイは公営として、建設には一部もしくは全部を国庫負担にしようと考えた。
しかし、京都市と大津市で意見の調整を行うも主張を譲ることがなかったが、大津市が予算上の問題を抱えたため京都市の民営企業による案に落ち着いた。路線案も1953年（昭和28年）中に進められており、同年9月15日の関係府県市の懇談会では京都市建設局長から現在の路線に近い計画が示されていた。この時に大津市の当初計画案も取り上げられたが、傾斜が急でカーブが多いことが難点として指摘されている。
1955年（昭和30年）には自治体や商工会議所がメンバーとなって比叡山観光道路建設六者協議会が結成され具体的な計画を練る段階になったが、延暦寺の意向が問題となった。そこで、上原が延暦寺に意向を確認したところ、できれば京阪電鉄が路線の経営をしてほしいと回答したので審議会に持ち込んだが、京都市側ははじめ「あくまで新会社で経営すべき」と主張した。そして、しばしば会合を開いて調整を行い、1955年（昭和30年）5月に京阪電鉄を主体とした新会社を設立することに決まった。
この比叡山ドライブウェイの建設に対して、滋賀県教育委員会の文化財保護委員会は史跡や天然記念物の保護の観点から着工反対の態度を取った。強硬な反対姿勢のため、京阪側は一時は路線の変更も検討しつつ、学識経験者から現状の報告を得て数回にわたって県教委と交渉した。これより県教委は実地調査を行ったが、既に鳥類の減少が見られ、史跡に対する実害も認められないとして条件付きで着工を認める姿勢に切り替えた。
施工にあたっては「樹木の伐採は最小限にする」「道路の新設時に鳥類保護のため内側に植樹する」「道路の両側の森林地帯に巣箱などを設ける」「遺構や遺跡の発掘時はすぐに文化財保護委員会に連絡する」「施工にあたっては県教委の指示を受ける」ことを条件に建設が進められた。建設省から設立認可が出たのは1956年（昭和31年）であり、着工は1957年（昭和32年）5月7日だった。ブルドーザーなどの建設機械を投入して工事が進められたが、梅雨が長く工事現場からふもとの四ツ谷川に土砂が流出する災害が生じた。突貫工事を進めた結果、1958年（昭和33年）4月に供用開始した。総工費は4億8千万円。

### 比叡山ドライブウェイ開通後
比叡山ドライブウェイの当初の利用客は予想以上に多く、開通3日目に1500台の自動車がひしめき合い、一方通行にしても間に合わず3時間立ち往生する始末だった。はじめは砂利が敷き詰められた道路であったが、1958年（昭和33年）秋にはアスファルト舗装に改められ、山肌に植栽して防護にあたっている。
ドライブウェイの開通によって坂本ケーブルの利用客が減少し、坂本への観光客も減少する問題が生じた。解決策として道路を坂本の西教寺まで延長し、雄琴に繋ぐ案が出された。また、工事中に問題になった土砂の流出が開通後も問題となり、四ツ谷川が氾濫する問題が度々発生した。これに対して四ツ谷川被害対策委員会が作られた。

#### 1960年のバス転落事故
1960年（昭和35年）7月24日に比叡山ドライブウェイの三差路で観光バスの転落事故が発生した。神戸市葺合区（現・中央区）遺族会の会員を載せた全但交通株式会社の観光バス2台が比叡山を参拝するために比叡山ドライブウェイを回っていたところ、三差路で観光バスの二号車が前から来た京阪バスに衝突し、ガードレールを突き破って崖下に転落した。転落したバスは20 m下の人道に叩きつけられた後にバウンドし、更に130 m下の谷底に転落した。
目撃者の1人は高齢者や子供が窓から飛び出ていったと述べている。また、駆け付けた新聞記者の1人は無残な様子に気を失って倒れた。救出は警察、消防署に加えて自衛隊もあたった。
現場検証が7月25日から7月26日にかけて大津警察署によって行われ、事故直前には時速40 kmを超すスピードを出していて、エアブレーキの空気圧力が危険状態にあったことが判明し、運転手の責任は免れないと結論を得た。大津地方検察庁で運転手を過失致死容疑で起訴し、第一審で有罪判決が下された。

## 路線状況
営業時間外の夜間は通行止めとなる。本道路は道路運送法に規定された自動車道とみなされていることから、道路交通法が適用される。一部車両通行規制として、125cc以下の二輪車および自転車、徒歩での利用はできない。奥比叡ドライブウェイのみ日曜/休日は二輪車の通行はできない
またETCも使用できない。
比叡山ドライブウェイと奥比叡ドライブウェイは、終点に位置する比叡山延暦寺のところで直結されており、両道路を合わせると道路の延長は約20 kmにわたる。終点付近から、山頂展望台へ向かう分岐路がある。

### 営業時間
下記は、2019年10月現在の公式サイト情報による。
- 比叡山ドライブウェイ
  - 冬（12月〜1月15日）：9時から22時まで　※12月31日のみ終夜営業
  - 新春（1月16日〜2月）：9時から20時まで
  - 春（3月〜6月）：7時から23時まで
  - 夏（7月〜8月）：7時から24時まで
  - 秋（9月〜11月）：7時から23時まで
- 奥比叡ドライブウェイ
  - 春〜秋（3月〜11月）：7時から23時まで
  - 冬（12月〜2月）：9時から19時まで

### 通行料金
以下の区間別および車種ごとに料金が定められている（2019年10月現在）。ベネフィットワンなどの各福利厚生を使用した場合はここから値引きが適用される。なお、二輪車については「田の谷峠～延暦寺西塔」より先の奥比叡ドライブウェイ部分の日曜/休日の通行はできない(料金表斜体部分)。
| 通行区間                                                              | 二輪車   | 小型 普通車 | マイクロバス | 大型車    |
| --------------------------------------------------------------------- | -------- | ----------- | ------------ | --------- |
| 田の谷峠料金所 - 夢見が丘・ロテルド比叡（往復）                       | 580 円   | 860 円      | 2,100 円     | 3,400 円  |
| 田の谷峠料金所 - 比叡山頂・延暦寺東塔（往復）                         | 1,160 円 | 1,700 円    | 4,200 円     | 6,800 円  |
| 田の谷峠料金所 - 延暦寺西塔・峰道レストラン（往復）                   | 2,260 円 | 3,270 円    | 8,100 円     | 13,050 円 |
| 仰木料金所 - 延暦寺西塔・峰道レストラン（往復）                       | 1,100 円 | 1,570 円    | 3,900 円     | 6,250 円  |
| 仰木料金所 - 比叡山頂・延暦寺東塔（往復）                             | 2,200 円 | 3,140 円    | 7,800 円     | 12,500 円 |
| 仰木料金所 - 夢見が丘・ロテルド比叡（往復）                           | 2,780 円 | 4,000 円    | 9,900 円     | 15,900 円 |
| 田の谷峠料金所 - 仰木料金所（縦走）                                   | 1,680 円 | 2,430 円    | 6,000 円     | 9,650 円  |
| 田の谷峠料金所 - （延暦寺西塔 - 延暦寺東塔往復） - 仰木料金所（縦走） | 2,260 円 | 3,270 円    | 8,100 円     | 13,050 円 |

### 路線バス

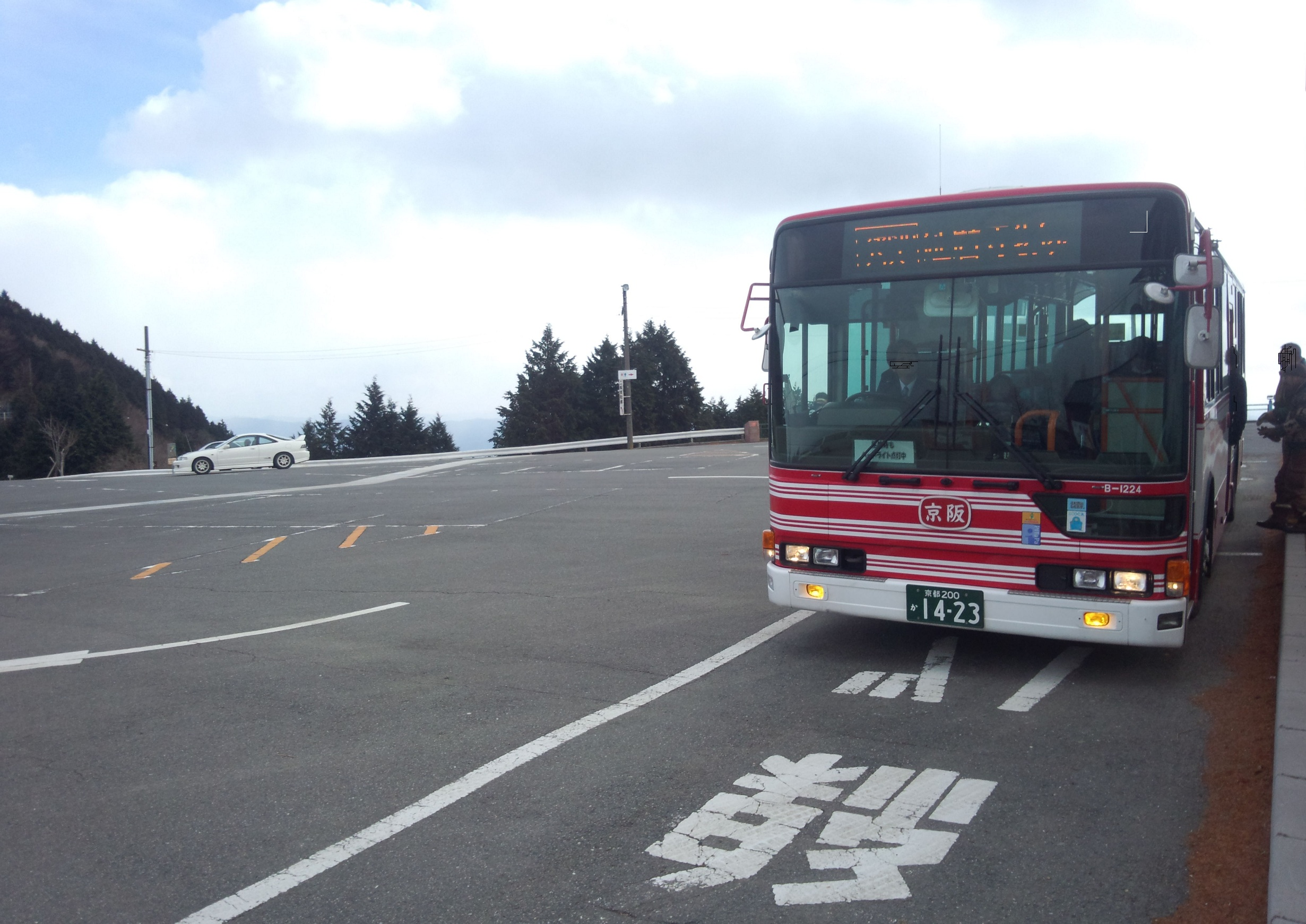
比叡山頂に停車中の路線バス

- 比叡山ドライブバス・比叡山内シャトルバス
  - 江若交通
    - 奥比叡ドライブバス
    - 比叡山シャトルバス

  - 京阪バス
    - 京都比叡平線
    - 京都比叡山線（比叡山ドライブバス）

  - 京都バス
    - 比叡山線（比叡山ドライブバス）

## 地理
比叡山ドライブウェイの入口は、名神高速道路・京都東インターチェンジ (IC) から国道161号西大津バイパスの南滋賀ランプ・滋賀県道30号を経由して約10 km離れた位置にある。また奥比叡ドライブウェイの入口は、国道161号（湖西道路）の仰木雄琴ICから滋賀県道315号と滋賀県道47号を経由したところにある。
比叡山は、最澄が開山した天台宗の総本山である延暦寺があり、古くからの信仰の山として登山観光の地である。沿道には多くの木々が立ち並ぶ一方で、優れた眺望も確保されており、多くの区間で琵琶湖や大津市街を眼下に眺めることができ、途中の夢見が丘や比叡山頂展望台から、ゆっくり眺めを楽しむことができる。線形はきついカーブが少なく、快適なドライブが楽しめる峠道と評されている。
比叡山の山頂へ向かう分岐路線を登ったところにある山頂展望台は、大津市や京都・大阪の夜景を見るスポットとしても知られている。
延暦寺北側で直結する奥比叡ドライブウェイは、比叡山ドライブウェイよりも曲がりくねった樹林帯を抜けていくワインディングロードで、下界の景色も眺められるポイントもいくつかある。

### 交差する道路
- 京都府道・滋賀県道30号下鴨大津線（山中越え）
- 滋賀県道315号仰木雄琴線 - 湖西道路、国道161号などに接続

### 沿線
- 比叡山ドライブウェイ
  - 夢見が丘
  - ロテル・ド・比叡（ホテル）
  - 比叡山山頂

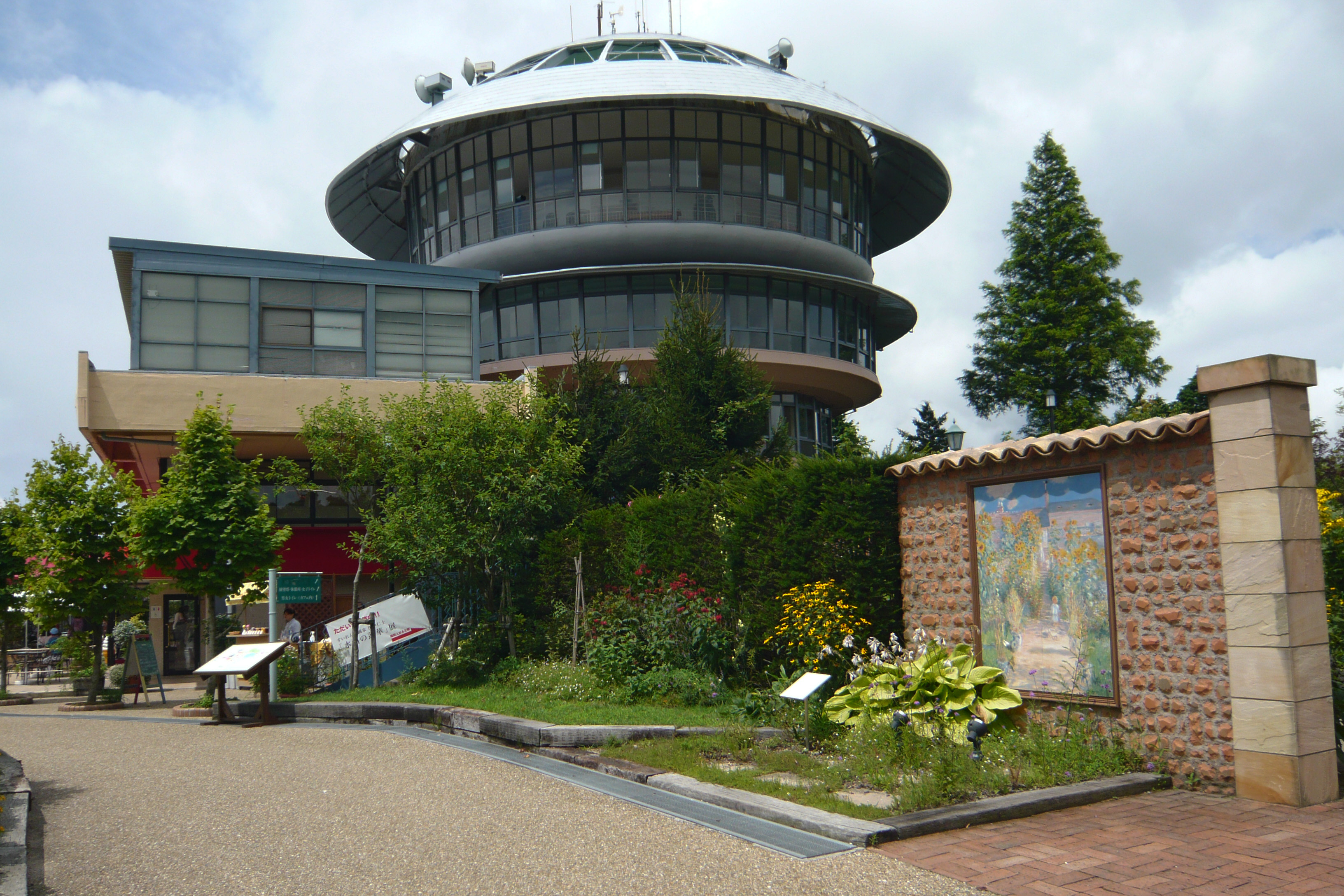
ガーデンミュージアム比叡の展望台は、比叡山頂遊園地の頃からあった。

    - ガーデンミュージアム比叡（庭園美術館）
    - コスモス園

  - 延暦寺東塔
- 奥比叡ドライブウェイ
  - 延暦寺西塔
  - 比叡山峰道レストラン
  - 延暦寺横川中堂